# Linia kolejowa nr 376
Linia kolejowa nr 376 – dawna linia kolejowa łącząca Kościan z Opalenicą.
Linia została otwarta 10 grudnia 1881 roku i połączyła Grodzisk Wielkopolski z Opalenicą. 1 października 1901 przedłużono ją z Grodziska do Kościana. W 1989 roku na odcinku Kościan – Grodzisk Wielkopolski wstrzymano ruch pasażerski, a w 1991 roku na pozostałym odcinku linii. Mimo formalnego zamknięcia linii aż do roku 1998, podczas kampanii buraczanych, prowadzono na niej ruch pociągów. Pociągi kursowały wtedy na odcinku Kościan – Plastowo, gdzie znajdował się punkt odbioru buraków Cukrowni Kościan. Obsługę trakcyjną zapewniały parowozy z Parowozowni Wolsztyn.
We wrześniu 2010 na trasie Grodzisk – Opalenica zdemontowano szyny torowiska. Na początku 2016 zakończono prace nad ścieżką rowerową w miejscu dawnej linii.
Na trasie Grodzisk Wielkopolski – Kościan od 2005 roku działa stowarzyszenie Grodziska Kolej Drezynowa.
Około 2005 roku cała linia została usunięta z ewidencji PKP PLK.